# Lipovica (Vlasotince)
Pour les articles homonymes, voir Lipovica.
Lipovica (en serbe cyrillique : Липовица) est un village de Serbie situé dans la municipalité de Vlasotince, district de Jablanica. Au recensement de 2011, il comptait 313 habitants.

## Démographie
| 1948  | 1953  | 1961  | 1971 | 1981 | 1991 | 2002 | 2011 |
| ----- | ----- | ----- | ---- | ---- | ---- | ---- | ---- |
| 1 059 | 1 163 | 1 096 | 949  | 790  | 634  | 454  | 313  |

|  |